# 頓涅茨克
頓涅茨克（烏克蘭語：Донецьк，羅馬化：Donetsk，發音：[doˈnɛtsʲk] ⓘ，發音：[dɐˈnʲetsk] ⓘ；香港又譯當尼斯克）是烏克蘭東部頓涅茨克州法理上的首府，顿巴斯地区经济以及文化中心和最大城市，烏克蘭全國第五大城市，位於卡利米烏斯河上游，有運河與頓內茨河相連。顿涅茨克与相邻的另一较大城市马克耶夫卡以及周边其他城市形成了一片组合城市。由于苏联时期的饥荒和一系列种族清洗及移民政策，顿涅茨克成為烏克蘭國內俄羅斯人比例較高的城市（僅次於克里米亞各大城市）。市内俄族和乌族人口数量大致相当。
目前頓涅茨克被俄羅斯佔領，事實上為俄羅斯联邦主体頓涅茨克人民共和國的首府。2022年頓涅茨克市內人口估計為901,645人，大都會區人口超過200萬（2011年）。在行政上，頓內茨克一直是頓內茨克州的中心，与州内另一個主要城市马克耶夫卡，以及週邊其他城市一起形成了該地區的主要城市群。而在歷史上，顿涅茨克是頓巴斯的非官方首都和最大城市，自沙俄时期和苏联时期以来，它一直是烏克蘭主要的經濟、工業和科學中心，擁有高度集中的重工業和熟練的勞動力。该市经济由200家工业企业和20,000多家中小企业组成，产值超过500亿格里夫纳，雇用了约180,000名顿涅茨克居民，被誉为“矿业之都”。但重工業（主要是鋼鐵生產、化學工業和煤炭開採）也导致了該市生態环境嚴重污染。2012年，聯合國報告將頓內茨克列為世界上人口減少最快的城市之一。
2014年，顿涅茨克遭秘密入境的俄国正规军在内的俄羅斯武装分子占領，俄罗斯于4月7日在该市扶立傀儡政權頓涅茨克人民共和國，市内情況急轉直下，市内親烏人士被打壓甚至殺害。2022年，俄羅斯開始全面入侵烏克蘭，俄方在此强制征召大量居民充軍。同年9月，被俄方占領8年多的頓涅茨克在2022年9月隨東、南部四個州份被俄罗斯联邦吞并，但此舉未受到國際普遍承認。

## 概况
頓涅茨克市面積達381平方公里，2014年人口约963,014人。以讲俄语为主。全市共分9個行政區，由便利的電車及公車連接，航空運輸及火車交通發達。由於該市蘊藏有非常豐富的煤炭資源，成為烏克蘭一個工業要塞。該市主要的工業有：煤炭、冶金、農業、機械製造及金屬加工等。

## 历史
17世纪，扎波罗热哥萨克人在此居住。
18世纪中叶，俄罗斯帝国入侵当地并试图取消扎波罗热哥萨克人的自治权。1775年，俄皇叶卡捷琳娜二世在摧毁了扎波罗热西奇（烏克蘭語：Запорозька Січ，羅馬化：Zaporozka Sich，“Січ”一詞原意为砍伐，可能指扎波罗热人定居点的木质城堡）后，在今顿涅茨克郊区建立称为亚历山德羅夫卡（羅馬化：Aleksandrovka，羅馬化：Oleksandrivka）的定居点。这个名字来源于当时占领此地的叶夫多基姆·希德洛夫斯基（烏克蘭語：Євдокиму Шидловському, 系伊久姆斯基的后裔）以其子奥歷山德拉（Олександра）的名字命名。
1782年，根据人口普查的数据，亚历山德羅夫卡已经有206名男性和135名女性居民。
1869年，威尔士商人約翰·詹姆斯·休斯来到亞歷山德羅夫卡建立的几个煤矿和一座炼钢厂，城市由此而来。城市当时被称作尤濟夫卡（羅馬化：Yuzivka），又按俄語名譯尤佐夫卡（羅馬化：Yuzovka）或英語休斯索夫卡（英語：Hughesovka），而烏克蘭語和俄語名稱裏面的是“休斯”（英語：Hughes）的音译。1917年，尤濟夫卡获得城市资格。

### 苏联时代
1924年，为了纪念苏联领袖约瑟夫·斯大林，这座城市更名为斯大林诺（俄语：Сталино，羅馬化：Stalino）。该年城市人口为63,708人。
第二次世界大战中，这座城市于1941年10月16日至1943年9月5日被納粹德國占领。在纳粹占领期间，该市人口从507,000人减少到175,000人。
作为去斯大林化的一部分，1961年11月城市名稱更为現名，因北顿涅茨河分支流经此地。1970年，顿涅茨克被联合国教科文组织认可为世界最清洁工业城市，号称“百万玫瑰之城”。

### 乌克兰独立后
乌克兰独立初期当地曾因抢夺工厂控制权而存在帮派问题。21世纪初期，当地发生了多起矿难，其中包括2007年扎夏德科煤礦礦難和此地被俄军非法占领后发生的2015年扎夏德科煤礦礦難。至2010年，当地人口略有减少。自1970年代高峰的100万人左右减少至约90万。

### 俄乌战争
2014年2月，乌克兰時任总统維克多·亞努科維奇流亡俄罗斯后，俄罗斯武装分子、特工和其煽动的親俄分子强行佔領了頓涅茨克州政府行政大樓。虽然其后他们“公投入俄”的要求被顿涅茨克州否决，州政府大楼也被乌克兰夺回，但随后俄罗斯武装分子于4月7日，再次强行武装佔領了頓涅茨克政府大樓，宣告成立「頓涅茨克人民共和國」，要求从俄罗斯引入“维和部队”，并拟就加入俄联邦举行公投。5月11日，由俄罗斯武装力量和当地亲俄势力所操办的所谓“独立公投”被单方面宣布通过，并宣布顿涅茨克州从乌克兰独立，成立亲俄傀儡政权顿涅茨克人民共和国。俄罗斯操办的这一公投不受乌克兰及国际社会承认。
顿巴斯战争前期，頓涅茨克人民共和國仅获得南奧塞梯共和國、阿布哈茲共和國及德涅斯特河沿岸共和國等政权承认。而俄国自身则到2022年俄罗斯全面入侵乌克兰前夕，才宣布承认顿涅茨克人民共和国独立，开战后一些俄罗斯仆从国亦做出如此宣告，但包括中华人民共和国、美国、欧盟在内的国际社会普遍坚持认为该地区属于乌克兰。
2022年9月，俄罗斯在其所占领的乌东四州单方面举行入俄公投。9月30日，俄罗斯单方面宣布其傀儡政权顿涅茨克人民共和国以99.23%的支持率并入俄罗斯。此次由俄罗斯单方面举行的吞并乌克兰领土的公投不受乌克兰和国际社会的广泛承认。

## 地理
顿涅茨克处于乌克兰的草原景观，周围分布零散的林地、丘陵（矿渣堆）、河流和湖泊。城市的北部郊区主要用于农业生产。亚速海位于顿涅茨克南部95公里。
城市长28公里，东西55公里。附近有2个水库：下卡利米乌斯（60 公顷），和“顿涅茨克海”（206公顷）。5条河流流经的城市，包括卡利米乌斯河，Asmolivka（13公里）、Cherepashkyna（23公里）、Skomoroshka和巴赫穆特卡河。顿涅茨克共有125个矿渣堆。

### 气候
顿涅茨克为温带大陆性气候。平均年降雨量达162天，每年可达556毫米。
| 頓涅茨克（1981–2010年） | 頓涅茨克（1981–2010年） | 頓涅茨克（1981–2010年） | 頓涅茨克（1981–2010年） | 頓涅茨克（1981–2010年） | 頓涅茨克（1981–2010年） | 頓涅茨克（1981–2010年） | 頓涅茨克（1981–2010年） | 頓涅茨克（1981–2010年） | 頓涅茨克（1981–2010年） | 頓涅茨克（1981–2010年） | 頓涅茨克（1981–2010年） | 頓涅茨克（1981–2010年） | 頓涅茨克（1981–2010年） |
| 月份                    | 1月                     | 2月                     | 3月                     | 4月                     | 5月                     | 6月                     | 7月                     | 8月                     | 9月                     | 10月                    | 11月                    | 12月                    | 全年                    |
| ----------------------- | ----------------------- | ----------------------- | ----------------------- | ----------------------- | ----------------------- | ----------------------- | ----------------------- | ----------------------- | ----------------------- | ----------------------- | ----------------------- | ----------------------- | ----------------------- |
| 历史最高温 °C（°F）     | 12.2 (54.0)             | 16.0 (60.8)             | 21.3 (70.3)             | 31.0 (87.8)             | 34.6 (94.3)             | 38.0 (100.4)            | 37.8 (100.0)            | 39.1 (102.4)            | 33.9 (93.0)             | 32.7 (90.9)             | 20.5 (68.9)             | 15.0 (59.0)             | 39.1 (102.4)            |
| 平均高温 °C（°F）       | −1.3 (29.7)             | −0.9 (30.4)             | 5.3 (41.5)              | 14.5 (58.1)             | 20.9 (69.6)             | 24.8 (76.6)             | 27.3 (81.1)             | 26.8 (80.2)             | 20.7 (69.3)             | 13.1 (55.6)             | 4.7 (40.5)              | −0.3 (31.5)             | 13.0 (55.4)             |
| 日均气温 °C（°F）       | −4.1 (24.6)             | −4.1 (24.6)             | 1.3 (34.3)              | 9.4 (48.9)              | 15.4 (59.7)             | 19.3 (66.7)             | 21.6 (70.9)             | 20.8 (69.4)             | 15.1 (59.2)             | 8.5 (47.3)              | 1.6 (34.9)              | −2.9 (26.8)             | 8.5 (47.3)              |
| 平均低温 °C（°F）       | −6.7 (19.9)             | −7.0 (19.4)             | −2.1 (28.2)             | 4.6 (40.3)              | 10.0 (50.0)             | 13.8 (56.8)             | 15.9 (60.6)             | 15.0 (59.0)             | 10.0 (50.0)             | 4.5 (40.1)              | −1.1 (30.0)             | −5.4 (22.3)             | 4.3 (39.7)              |
| 历史最低温 °C（°F）     | −32.2 (−26.0)           | −31.1 (−24.0)           | −21.0 (−5.8)            | −10.6 (12.9)            | −2.4 (27.7)             | 2.1 (35.8)              | 6.0 (42.8)              | 2.2 (36.0)              | −6.0 (21.2)             | −10.0 (14.0)            | −22.2 (−8.0)            | −28.5 (−19.3)           | −32.2 (−26.0)           |
| 平均降水量 mm（）       | 37 (1.5)                | 32 (1.3)                | 34 (1.3)                | 38 (1.5)                | 46 (1.8)                | 65 (2.6)                | 51 (2.0)                | 37 (1.5)                | 36 (1.4)                | 37 (1.5)                | 38 (1.5)                | 41 (1.6)                | 492 (19.4)              |
| 平均降雨天数            | 11                      | 8                       | 10                      | 13                      | 13                      | 14                      | 11                      | 8                       | 11                      | 11                      | 13                      | 11                      | 134                     |
| 平均降雪天数            | 17                      | 17                      | 10                      | 2                       | 0                       | 0                       | 0                       | 0                       | 0                       | 2                       | 8                       | 16                      | 72                      |
| 平均相對濕度（％）      | 87                      | 84                      | 77                      | 66                      | 62                      | 66                      | 64                      | 60                      | 67                      | 76                      | 86                      | 88                      | 73                      |
| 来源：Pogoda.ru.net     |                         |                         |                         |                         |                         |                         |                         |                         |                         |                         |                         |                         |                         |

## 经济
顿涅茨克及其周边地区高度城市化，形成了大片城市聚集区。大量工人从事重工业，尤其是煤矿开采相关的行业。这座城市是顿巴斯地区重要的重工业和煤矿中心。

## 人口
2014年6月顿涅茨克市议会所辖地区围内人口为963,014，其中961,452为城市人口。

### 民族构成
2001年人口普查数据：
| N | 民族       | 人口数    | 比例 (%) |
| - | ---------- | --------- | -------- |
| 1 | 俄罗斯族   | 493,392   | 48.2     |
| 2 | 乌克兰族   | 478,041   | 46.7     |
| 3 | 白俄罗斯人 | 11,098    | 1.1      |
| 4 | 希腊人     | 11,015    | 1.1      |
| 5 | 犹太人     | 5,087     | 0.50     |
| 6 | 鞑靼人     | 4,987     | 0.50     |
| 7 | 亚美尼亚人 | 4,050     | 0.40     |
| 8 | 阿塞拜疆人 | 2,098     | 0.20     |
| 9 | 格鲁吉亚人 | 2,073     | 0.20     |
|   | 其他       | 13,001    | 1.27     |
|   | 总计       | 1,024,678 | 100.00   |

## 体育
顿涅茨克是一个大型体育中心，拥有发达的基础设施。顿涅茨克曾多次举办国际赛事 - 戴维斯杯，欧洲冠军联赛。城市体育项目在乌克兰国内领先，如足球、拳击、网球和田径。
顿涅茨克最流行的体育运动为足球。市内有兩支球队，2018~2019赛季，兩支球队都在乌克兰足球超级联赛。分别为主场在顿巴斯球场的顿涅茨克矿工足球俱乐部及主場在奧林匹克綜合體育場的奧林比當尼斯克足球會。顿涅茨克矿工队是目前欧洲知名足球队之一。2009年，顿涅茨克矿工队在决赛中击败德国的文達不來梅，成为乌克兰国内第二个赢得欧足联欧洲联赛冠军的球队。
顿涅茨克是2012年欧洲杯的举办城市之一，葡萄牙与西班牙的半决赛在这里举行。
顿涅茨克内最主要体育场馆为顿巴斯球场，亦是矿工队的主场。拥有52,518个座位，于2006年动工，2009年8月底落成，是东欧最好的足球场之一，惜該球場於2014年頓巴斯戰爭中被親俄武裝炸毀，礦工隊則搬遷至基輔的奧林匹克國家綜合體育場。

## 友好城市
- 德国 波鸿
- 比利时 沙勒罗瓦
- 美国 匹兹堡
- 英国 雪菲爾
- 義大利 塔兰托
- 俄羅斯 莫斯科
- 立陶宛 维尔纽斯
- 中华人民共和国 太原市

## 城市風光

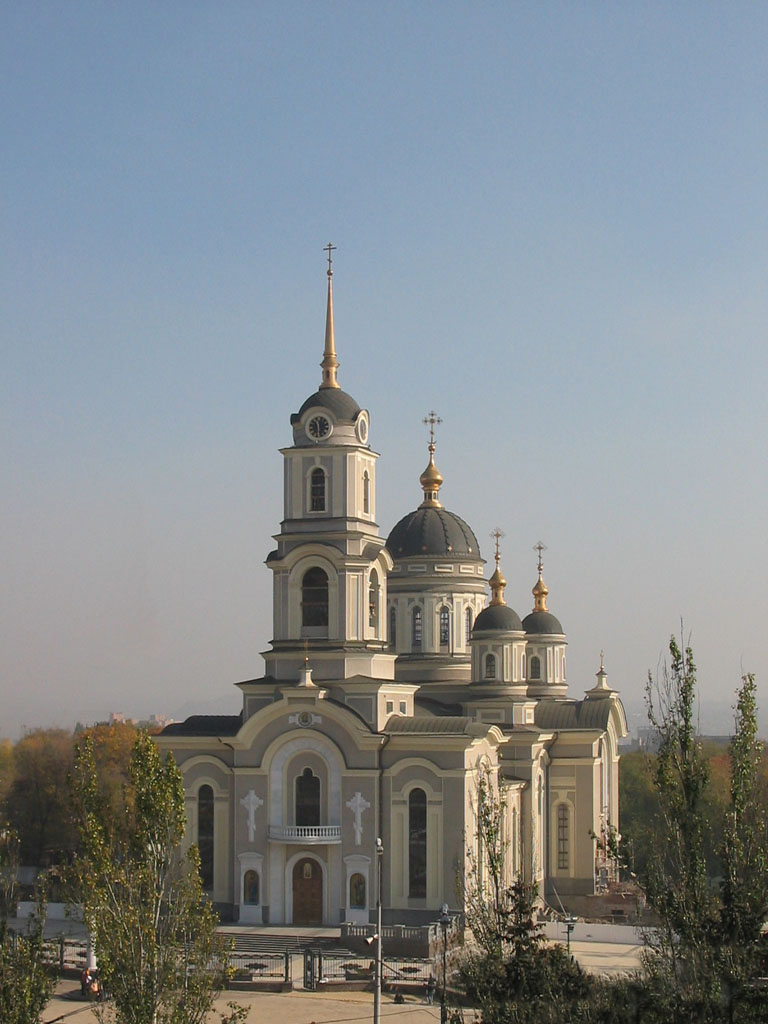
大教堂
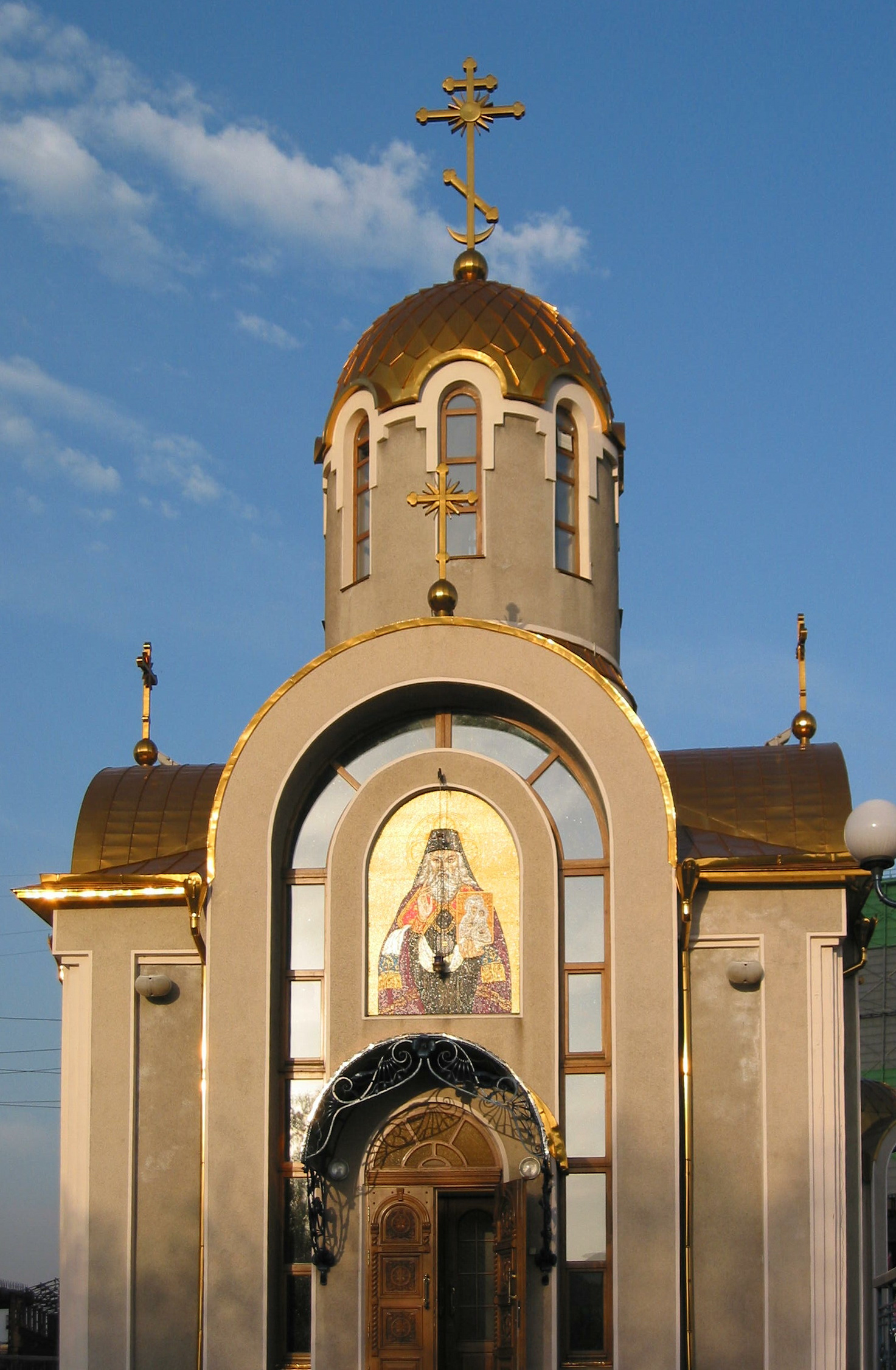
伊格纳丢·马里乌波尔斯基教堂（俄语：Храм Святителя Игнатия Мариупольского (Донецк)）
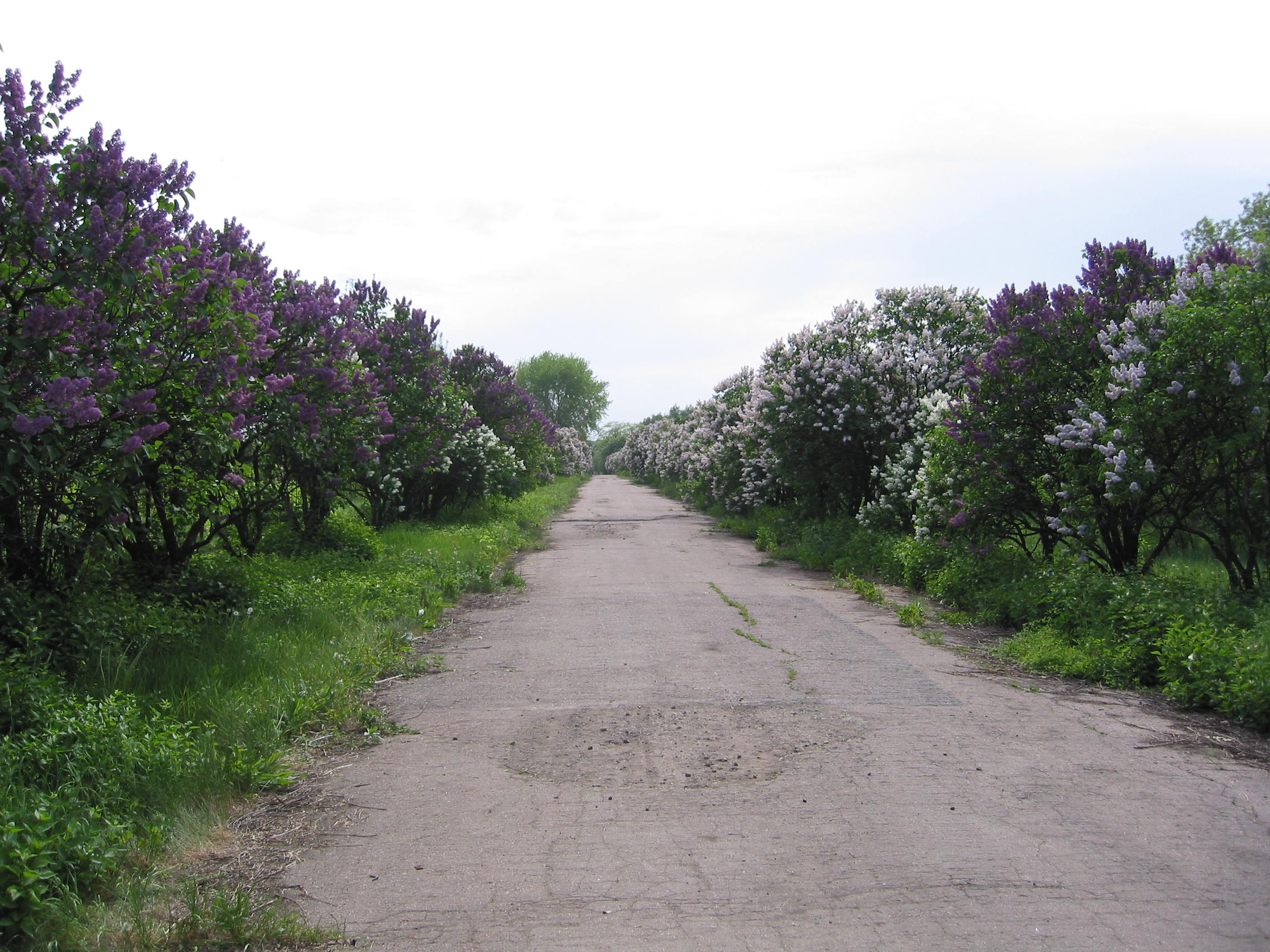
頓涅茨克市植物公園
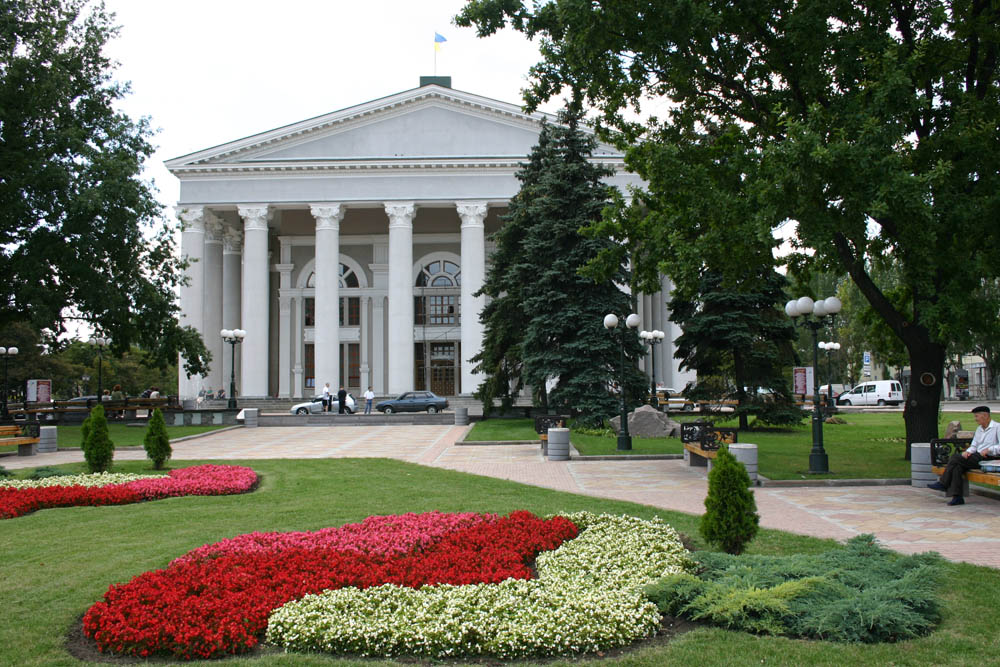
戲劇劇院
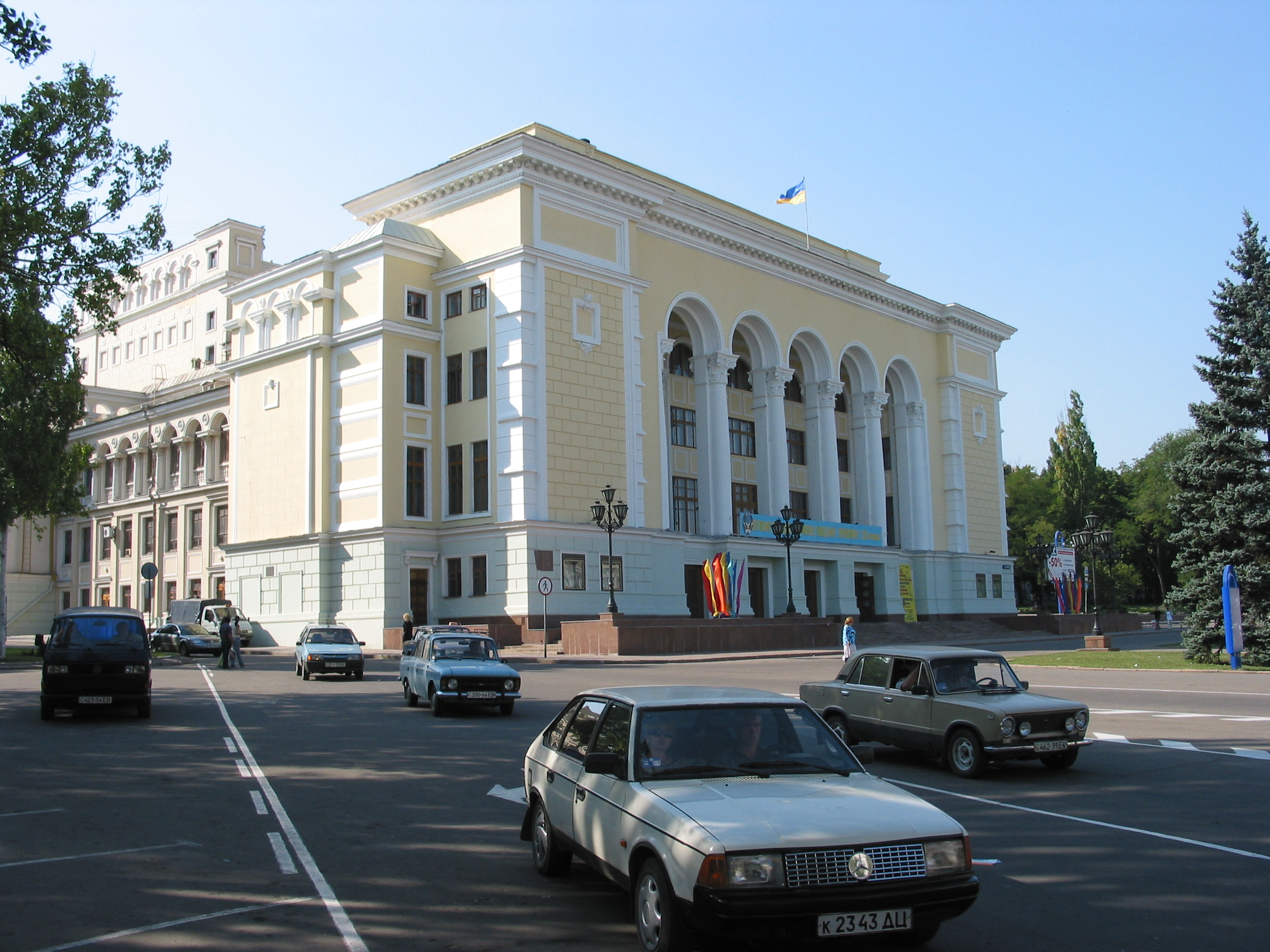
歌劇劇院
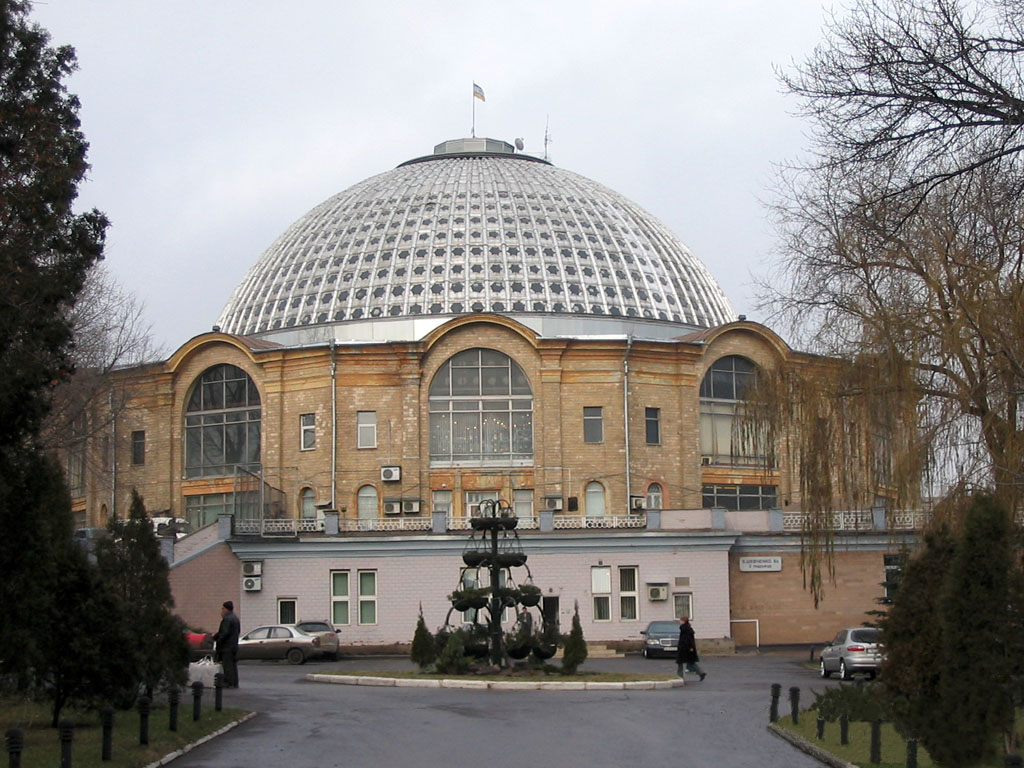
中央市場
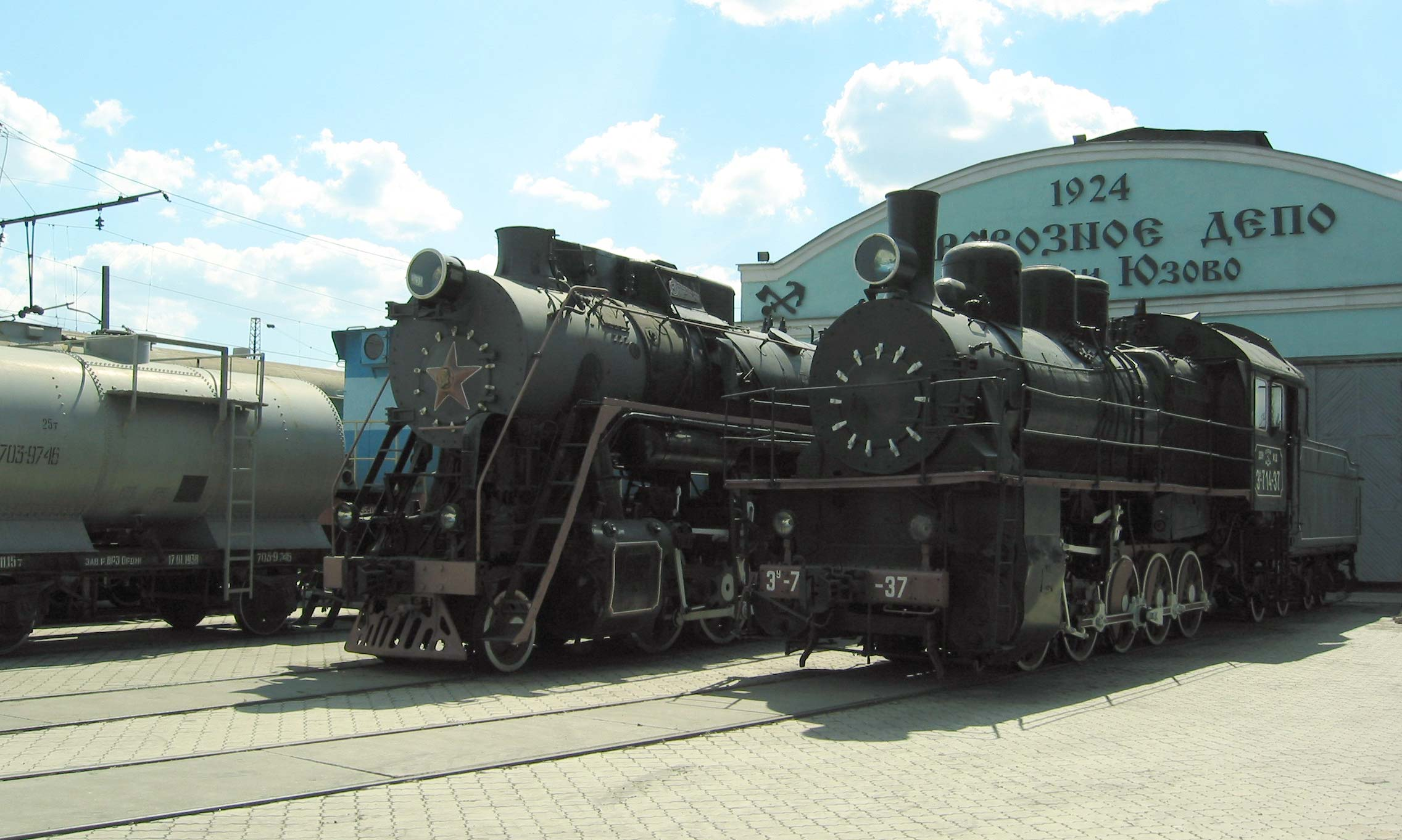
頓涅茨克鐵路歷史與發展博物館
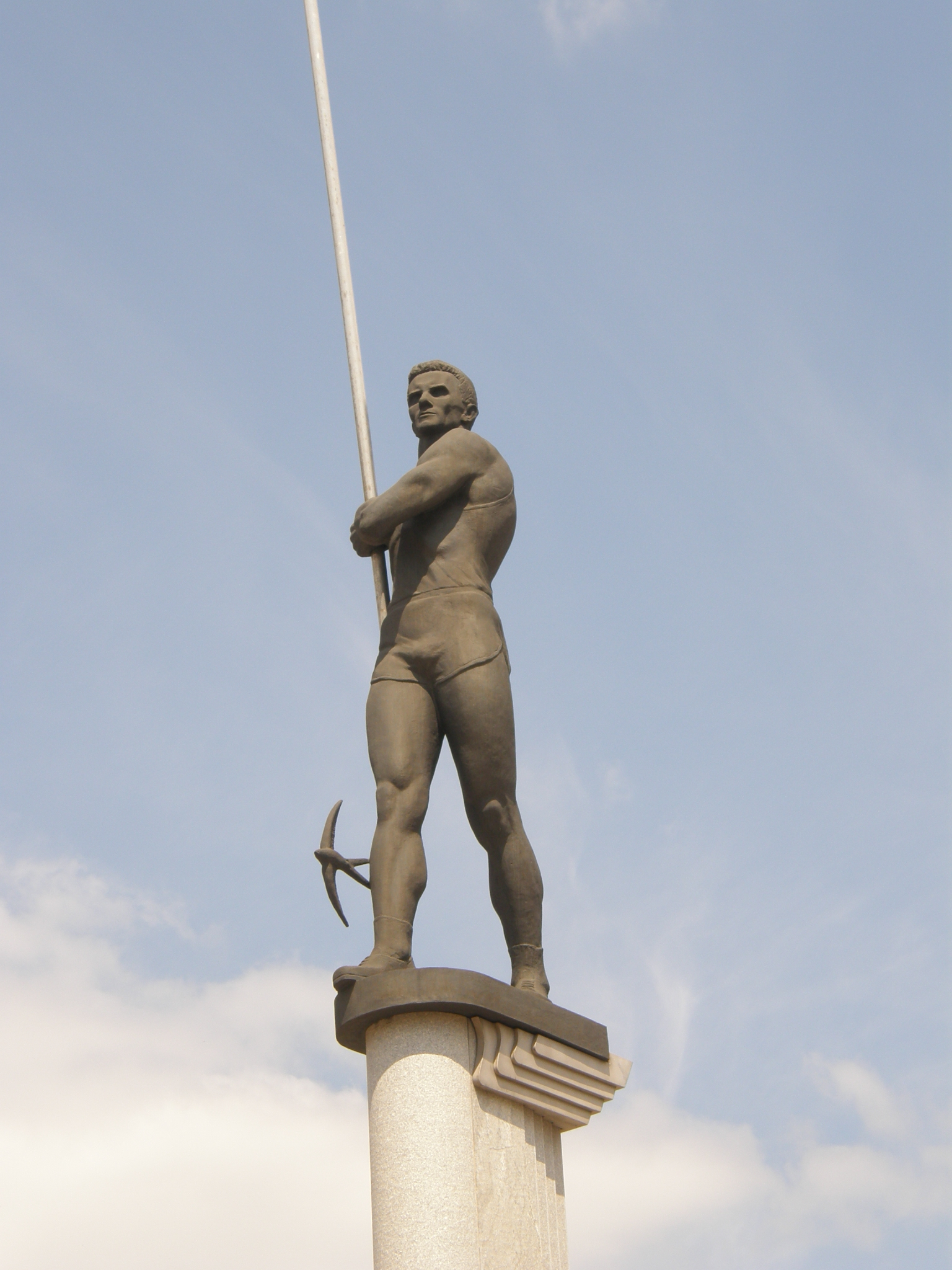
的紀念像
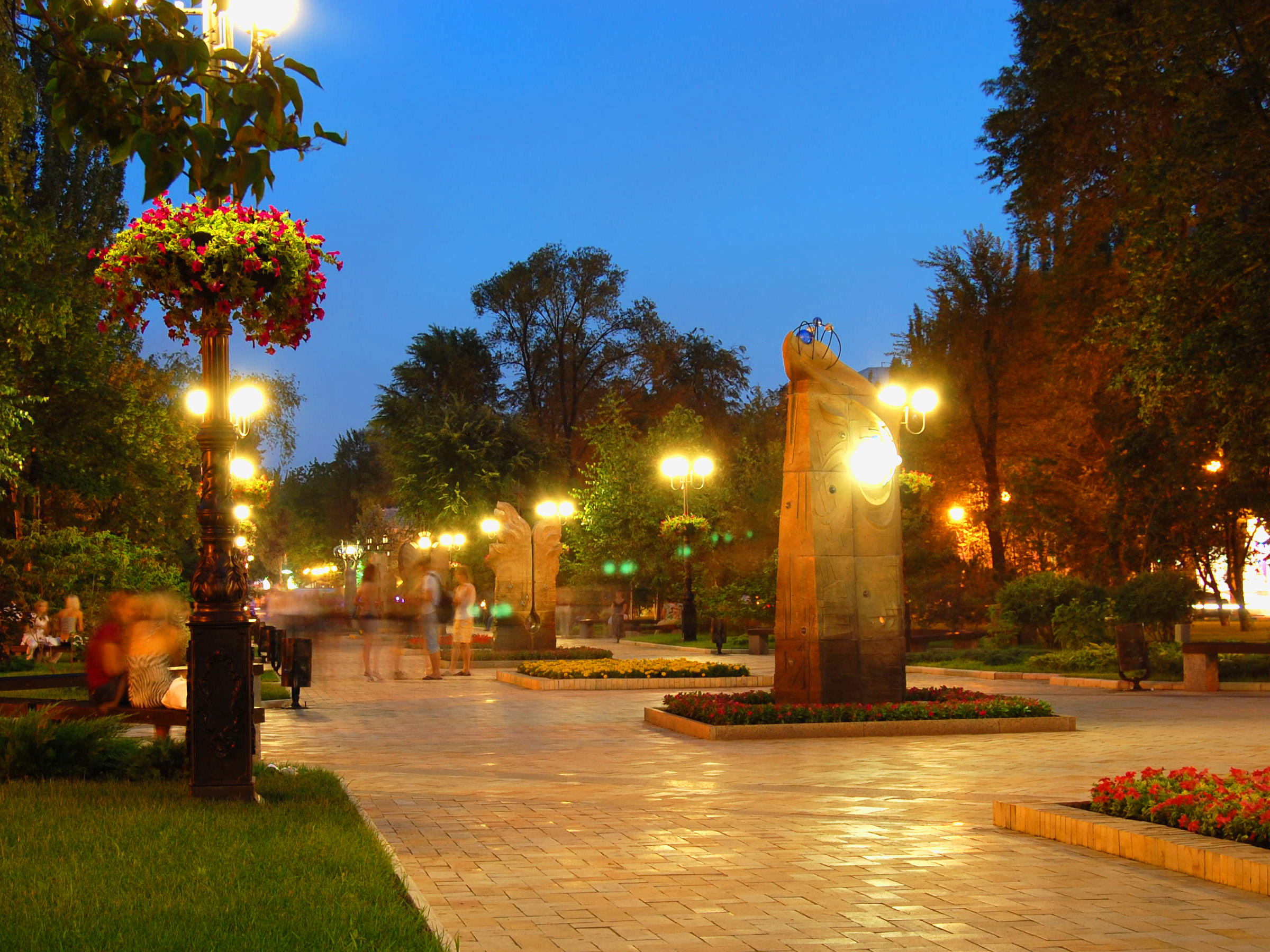
普希金大街夜景

## 外部連結
- 官方网站（俄文）
- 頓涅茨克市政府的Facebook專頁
- YouTube上的頓涅茨克市政府頻道
- 頓涅茨克市市長的Telegram